# Incertitudine
Incertitudinea este o situație în care informațiile sunt incomplete, „o stare de nesiɡuranță cu privire la viitor” cu privire la posibilitatea de a obține rezultatele dorite. Spre deosebire de incertitudine, riscul, în particular, are de-a face cu probabilități cunoscute, probabilități ca rezultatul să nu corespundă obiectivului dorit.
Este un concept care apare în numeroase domenii, printre care asigurare, filozofie, fizică, statistică, economie, finanțe, psihologie, sociologie, inginerie, metrologie și știința informării. Acesta se aplică la previziunile privind evenimente viitoare, la măsurători fizice care sunt deja făcute, sau spre necunoscut. Incertitudinea apare în situații partial observabile și/sau stocastice, precum și din cauza ignoranței și a indolenței.

## Incertitudine și risc
Deși termenii leɡați de incertitudine și risc sunt utilizați colocvial în diverse moduri, mulți specialiști în teoria deciziei, statistici și alte domenii de studiu cu implicații cantitative au definit incertitudinea, riscul și măsurarea lor, astfel:
Incertitudine: Lipsa certitudinii. O stare de a avea informații limitate, unde este imposibil de a descrie exact situația actuală, un rezultat viitor, sau mai mult decât un singur rezultat posibil.
Cuantificarea incertitudinii: Un set de stări posibile sau rezultate în cazul în care probabilitățile sunt alocate pentru fiecare stat sau rezultatul – aceasta include, de asemenea, cererea de o densitate de probabilitate pentru variabile continue.
Risc: O stare de incertitudine în cazul în care unele rezultate posibile avea un efect nedorit sau pierdere semnificativă.
Măsurarea riscului: Un set de măsurat incertitudini în cazul în care unele rezultate posibile sunt pierderi, și magnitudini de aceste pierderi – aceasta include, de asemenea, pierderea funcțiilor pe variabile continue.
În economie, Frank Knight a făcut distincția între risc și incertitudine; incertitudinea fiind risc care nu se poate măsura, nu este posibil de a fi calculată, și este numită și incertitudine Knightiană:
Incertitudinea trebuie considerată un concept distinct radical de noțiunea familiară de risc, de care nu a fost niciodată separată corect [...] Esențial, „riscul” înseamnă în unele cazuri o cantitate care poate fi măsurată, iar în alte cazuri ceva absolut diferit; și sunt diferențe cu impact vast și decisiv în relevanța fenomenelor în funcție de care dintre cele două este de fapt pertinent în fiecare moment [...] În concluzie va reieși că o incertitudine măsurabilă, sau un „risk” propriu-zis, așa cum vom folosi acest termen, este atât de diferită de o incertitudine nemăsurabilă cât să nu fie efectiv niciun fel de incertitudine.

De exemplu, dacă nu se cunoaște dacă va ploua mâine, atunci există o stare de incertitudine. Dacă probabilitățile sunt aplicate rezultatele posibile folosind prognozele meteo sau chiar doar un calibrat probabilitatea de evaluare, incertitudinea a fost cuantificată. 

Să presupunem că s-a calculat o probabilitate de 90% de soare. Dacă mâine este plainificat un eveniment costisitor și de amploare, atunci există un risc, deoarece există o șansă de 10% de ploaie, iar ploaia nu este rezultatul dorit. Presupunând că acesta este un eveniment de afaceri și 10.000 RON vor fi pierduți dacă plouă, atunci riscul a fost cuantificată (10% șanse de a pierde 10.000 RON). Aceste situații pot fi făcute chiar mai realiste calculând șansele de ploaie ușoară vs. abundentă, costul întârzierilor vs. anularea evenimentului, etc.

## Aplicații
- Antreprenoriat: Noi produse, servicii, firme și chiar piețe sunt adesea create în absența estimările probabilităților. Potrivit cercetării în acest domeniu, antreprenorii experți îndeobște folosesc euristici bazate pe experiență (spre deosebire de cauzalitate), pentru a face față incertitudinii.
- Artă: Incertitudinea este o temă comună în artă, atât ca temă (de exemplu, indecizia lui Hamlet) cât și ca o dilemă pentru artist (cum ar fi dificultățile lui Martin Creed de a decide ce opere de artă să facă).
- Economie: Incertitudinea este de multe ori un factor important în economie. Potrivit economistului Frank Knight, aceasta este diferită de risc, unde există o probabilitate asociată fiecărui rezultat (ca atunci când dai cu banul). Incertitudinea presupune o situație care a probabilități necunoscute, în timp ce estimarea probabilităților rezultatelor posibile nu trebuie adăugate la unitate.
- Fizică: principiul incertitudinii al lui Heisenberg stă la baza mecanicii cuantice moderne.
- Inginerie: incertitudinea poate fi folosit în contextul de validare și verificare a modelării materialelor.[7]
- Investițiile pe piețele financiare, cum ar fi piața de capital
- Jocuri: Incertitudinea incorporată în jocuri, mai ales în jocurile de noroc, unde șansa este esențială pentru a juca.
- Meteorologie: Este acum un lucru obișnuit să includă date privind gradul de incertitudine în prognoza meteo.
- Metrologie: incertitudinea de măsurare este un concept important care cuantifică dispersia care poate fi rezonabil atribuită rezultatului unei măsurători. Astfel de incertitudine se mai numește eroare de măsurare. În viața de zi cu zi, incertitudinea de măsurare este implicită („E cinci jumate” plus-minus câteva minute), în timp ce pentru orice utilizare serioasă este necesară o declarație explicită de incertitudinea de măsurare. Incertitudinea de măsurare a multor instrumente de măsurare (cântar, osciloscoape, forța gages, rigle, termometru, etc.) este adesea menționată în specificațiile producătorului.
- Modelele științifice, în care prin prezicerea evenimentelor viitoare se înțelege o gamă de valori așteptate
- Notațiile științifice și de inginerie: Incertitudine sau eroarea sunt folosite în reprezentarea valorilor numerice. Acestea trebuie scrise numai până la acele cifre semnificative. Incertitudinea apare în fiecare măsurătoare, cum ar fi măsurarea distanței, temperaturii, etc.; gradul de incertitudine depinde de instrumentul și tehnica utilizată pentru a face măsurarea. În mod similar, incertitudinea se propagă prin calcule, astfel încât valoarea calculată are un anumit grad de incertitudine, în funcție de incertitudinile valorilor măsurate și de ecuația folosită în calcul.[8]

## Cuantificarea incertitudinii și modele
Cuantificarea incertitudii este știința caracterizării cantitative și a reducerii incertitudinii pentru aplicații în modele de calcul și în lumea reală. Scopul este determinarea probabilității unui eveniment atunci când nu toate variabilele sunt cunoscute. Un exemplu ar fi accelerația resimțită de corpul uman într-o coliziune frontală cu altă mașină. Chiar dacă se cunosc vitezele și masele, considerente de fabricare pot duce la rezultate diferite semnificativ. Asemenea probleme pot fi rezolvate pe cale statistică. Măsurile de cuantificare a incertitudinii și riscului sunt des folosite în domenii precum teoria probabilităților, știința actuarială (probabilități și risc pentru companiile de asigurări) și teoria informației. 
În exemplul de mai sus, riscul poate fi reprezentat reprezentat ca pierderea așteptată asociată oportunității altfel spus probabilitatea pierderii înmulțită cu valoarea pierderii (10% × 10,000 RON = 1,000 RON). Cei mai mulți ar fi dispuși să plătească o primă pentru a evita pierderea. O companie de asigurări companie, de exemplu, ar calcula această ăsură ca un minim pentru orice acoperire de asigurare, apoi se adăuga alte costuri de oportunitate și legate de profit. 
Incertitudinea este o proprietate a relației dintre informație și cunoașterea celui care ia decizii. Astfel principalele surse care generează incertitudine sunt:
1. Calitatea informațiilor: fiabilitatea (subiectivitate, fiabilitatea rezultatelor complementare) și imprecizia[9]
2. Informații incomplete: date incomeplete sau model incomplet[9]
3. Fiabilitatea concluziilor[9]

### Tipuri de incertitudine

O taxonomie a incertitudinii

Există și alte taxonomii ale incertitudinii și deciziilor care includ un sens mai larg al incertitudine și cum ar trebui să fie abordată dintr-o perspectivă etică:
Incertitudinea obiectivă este gradul real de incertitudinea datorat cunoștințelor pertinente deciziei pe care le deține decidentul.
Incertitudinea subiectivă se referă la percepția pe care decidentul o are asupra gradului său de certitudine. În general, capacitatea acestuia de aproximare a incertitudinii este adesea greșită. Studiile arată că majoritatea oamenilor supraestimează propriile cunoștințe. Această statistică poate fi redusă în funcție de competența profesională, cultură generală, experiență în domeniu, spiritul de creativitate și inventivitate, capacitatea de analiză și sinteză, gândirea explorativă și normativă etc.

### Teoria probabilităților
Articol principal Teoria probabilităților
Dintre cele două școli în teoria probabilităților, cea frecventistă și cea subiectivă, a doua susține că teoria probabilităților poate fi folosită pentru a reprezenta incertitudinea. Astfel, pentru fiecare element de informație sau cunoștințe să se asocieze o mărime, numită „măsură de probabilitate.” Astfel fiecare element e va fi reprezentat ca (e, P(e)), unde P(e) este măsura probabilității lui e. Măsura probabilității lui e poate fi tratată:
- obiectivist, anume e este tratat ca un eveniment și P(e) e raportat la legea care guvernează acest eveniment[13]
- subiectivist, anume măsura se raportează la factorii implicați în e și la cantitatea de informații disponibiliă, având la bază teorema lui Bayes[13]

### Teoria factorilor de certitudine
Teoria factorilor de certitudine („Certainty factors theory”) a fost dezvoltată de Edward Shortliffe și Bruce G. Buchanan în cadrul proiectului MYCIN. Aceasta este mai accesibilă, dar nu are suportul teoretic al teoriei probabilităților ceea ce a dus la o mare variație pe baza formatului original a schemelor de propagare folosite. În cadrul acestei teorii, evaluarea unei ipoteze h se realizează cu ajutorul a doi coeficienți:
- gradul de încredere (eng. „belief”) notat MB(h, e) atunci când se cunosc informațiile
- gradul de neîncredere (eng. „disbelief”) în h când se cunoaște e, notat MD(h, e)

Cei doi coeficienți servesc la definirea celei de-a treia măsuri factorul de certitudine în h, CF(h, e)= MB(h, e) - MD(h, e), cu valori între -1 (h e falsă) și 1 (h e adevărată)

### Teoria Dempster – Shafer
Teoria a fost sugerată de Arthur P. Dempster în contextul deducției statistice, iar teoria a fost ulterior dezvoltată de Glenn Shafer pentru a modela incertitudinea cunoștițelor într-o teorie matematică a dovezilor. Aceasta extinde limitările teoriei bayesiene a probabilităților subiective folosind funcții de încredere („belief functions”) pentru a ameliora sursele de incertitudine.

### Rețele bayesiene
Articol principal Rețea bayesiană
Numite și rețele de credințe sau rețele de inferență probabilistice, au fost dezvoltate inițial de Judea Pearl (1988). Ideea de bază este că în lume cunoștințele sunt modulare (evenimente condițional independente de majoritatea celorlalte) așadar se vor reprezenta doar interacțiuni între evenimente care se influențează unul pe celălalt; unele evenimente pot fi unidirecționale, altele bidirecționale; evenimentele cauzale pot fi înlănțuite într-o rețea de tip graf unde nodurile reprezintă propoziții despre evenimente.

### Teoria Fuzzy („vagă”)
Noțiunea de teorii „fuzzy” a apărut în 1965 în articolul lui Lotfi Yadeh despre mulțimi vagi (eng. „fuzzy”). Articolul a marcat părăsirea logicii bivalente (Adevărat/Fals) către o logică multivalentă (Adevărat ȘI Fals) definind mulțimea vagă ca o mulțime exactă (clasică) extinsă. O mulțime vagă nu are granițele bine definite, elementele ei aparținându-i numai într-o anumită măsură. Autorul constatase că cu cât crește dificultatea unei probleme, cu atât mai greu se putea rezolva algoritmic.

## Incertitudine și decizii
Articol principal: Teoria deciziilor

### Exces de încredere
Excesul de încredere este una dinte cele mai pertinente și cu cel mai mare potențial catastrofic în luarea deciziilor. Pe măsură ce cantitatea de informații crește, încrederea decidentului sau, mai bine zis, percepția sa subiectivă a incertitudinii se schimbă. Studii au arătat că participanții erau cu 10-20 de puncte procentuale mai siguri că deciziile lor erau corecte decât se dovedea în realitate. Relativ la incertitudinea obiectivă, incertitudinea subiectivă trece prin patru etape. Cu cât decidentul deține mai multe cunoștințe pertinente deciziei:
1. Inițial, percepția subiectivă a ceritudinii crește o dată cu gradul de cunoștințe[11]
2. Se atinge un platou, de oarecare certitudine[11]
3. După acest punct excesul de cunoștințe destabilizează certitudinea subiectivă a decidentului care începe să scadă, atingând un minim[11]
4. Certitudinea subiectivă urcă din nou o dată cu gradul de cunoștințe, plafonându-se la 1, altfel spus o perspectivă subiectivă de totală certitudine[11]

Unele, de asemenea, de a crea noi termeni, fără a schimba în mod considerabil de definiții de incertitudine sau de risc. De exemplu, surprisal este o variație pe incertitudine, uneori, utilizate în teoria informației. Dar în afară de mai multe matematice utilizări ale termenului, utilizarea sa poate varia foarte mult. În psihologia cognitivă, incertitudinea poate fi reală, sau doar o chestiune de percepție, cum ar fi așteptările, amenințările, etc.
Neclaritate sau ambiguitate sunt uneori descrise ca "al doilea ordin de incertitudine", în cazul în care există o incertitudine chiar și despre definițiile de incert membre sau de rezultate. Diferența aici este că această incertitudine este despre om definiții și concepte, nu un fapt obiectiv de natura. Acesta este, de obicei modelate de o variație pe Zadehmodelului fuzzy logic. S-a susținut că ambiguitate, cu toate acestea, este întotdeauna evitate, în timp ce incertitudinea ("de ordinul întâi", un fel) nu este neapărat evitate.
Incertitudinea poate fi pur și simplu o consecință a lipsei de cunoaștere a obținut fapte. Asta este, poate exista o incertitudine cu privire la posibilitatea unei noi rachete de design va lucra, dar această incertitudine poate fi îndepărtată cu o analiză suplimentară și experimentare. La nivel subatomic, cu toate acestea, incertitudinea poate fi o fundamentale și inevitabile proprietate a universului. În mecanica cuantică, Principiul nedeterminării al lui Heisenberg pune limite cu privire la cât de mult un observator poate ști vreodată despre poziția și viteza unei particule. Acest lucru nu poate fi doar ignoranța de potențial obținut fapte, dar că nu există nici faptul de a fi găsit. Există unele controverse în fizică pentru a stabili dacă o astfel de incertitudine este un ireductibil proprietate de natură sau, dacă sunt "variabile ascunse", care ar descrie starea unei particule chiar mai exact decât principiul incertitudinii al lui Heisenberg permite.

## În notații științifice și instrumente de măsură
Cele mai frecvent utilizate procedura de calcul incertitudinea de măsurare este descris în "Ghid pentru Exprimarea Incertitudinii de Măsurare" (GUMĂ), publicat de ISO. Un derivat de muncă este, de exemplu, Institutul Național pentru Standarde și Tehnologie (NIST) Notă Tehnică 1297, "ghid pentru Evaluarea și Exprimarea Incertitudinii de NIST Rezultate de Măsurare", și Eurachem/Citac publicația "Cuantificarea Incertitudinii în Măsurare Analitică". 
Incertitudinea ca rezultat al unei măsurători constă în general din mai multe componente. Componentele sunt considerate ca variabile aleatorii, și pot fi grupate în două categorii, în funcție de metoda utilizată pentru a estima valorile numerice:
- De tip A, cele evaluate prin metode statistice
- De tip B, cele evaluate prin alte mijloace, de exemplu, prin atribuirea unei distribuții de probabilitate

De propagare a variațiilor componentelor printr-o funcție legată de componente pentru măsurarea urmare, combinate incertitudinea de măsurare este dat ca rădăcină pătrată din care rezultă varianță. Cea mai simplă formă este abaterea standard a rezultatelor unei măsurători repetate.
În metrologie, fizică și inginerie, incertitudinea sau marja de eroare a unei măsurători, atunci când apare explicit, este dată de o serie de valori care includ probabil valoarea reală. Acest lucru poate fi notat cu bare de eroare pe un grafic, sau de la următoarele notații:
- valoarea măsurată ± incertitudinea
- valoarea măsurată +uncertainty
−uncertainty
- valoarea măsurată (incertitudine)

În ultima notație, paranteze sunt o notație concisă pentru „±”. De exemplu, aplicarea a 10 1⁄2 metri într-un științifice sau aplicații de inginerie, ar putea fi scris 10,5 sau 10,50, care înseamnă prin convenție precis în limita unei zecimi de metru, sau a unei sutimi, respectiv. Precizia este simetrică în jurul valorii ultimei cifră. În acest caz, este o jumătate de zecime plus și jumătate de o zecime minus, astfel încât 10.5 înseamnă „între 10,45 și 10,55.” Astfel este de înțeles că 10,5 înseamnă 10,5±0,05, și 10.50 înseamnă 10,50±0,005. Ambele mai pot fi reprezentate ca 10,50(5) și 10,500(5), respectiv. 
Dar dacă precizia este în limia a două zecimi, incertitudinea este de ± o zecime și devine necesar să fie reprezentat explicit:  și  sau  și . Numerele din paranteze se aplică la numeral lăsat de ei înșiși, și nu fac parte din acel număr, dar parte de o notație de incertitudine. Se aplică puțin semnificative cifre. De exemplu,  standuri pentru , în timp ce  standuri pentru . Acest concis notație este folosită de exemplu de către IUPAC în precizând masa atomică a elementelor.
Notația din mijloc este folosită atunci când eroarea nu este simetrică față de valoare – de exemplu {\displaystyle 3,4_{-0,2}^{+0,3}}. Acest lucru poate apărea atunci când se utilizează o scară logaritmică, de exemplu.
De multe ori, incertitudinea de măsurare este găsit prin repetarea măsurării suficient de ori pentru a obține o bună estimare a abaterii standard a valorilor. Apoi, orice valoare unică are o incertitudine egală cu deviația standard. Cu toate acestea, dacă valorile sunt medii, atunci înseamnă măsurare are o valoare mult mai mică incertitudine, egală cu eroarea standard a mediei, care este deviația standard împărțită la rădăcina pătrată a numărului de măsurători. Această procedură neglijează erorile sistematice, cu toate acestea.
Atunci când incertitudinea reprezintă eroarea standard de măsurare, apoi despre 68.3% din timp, valoarea reală a mărimii măsurate se încadrează în precizat interval de incertitudine. De exemplu, este probabil ca pentru 31.7% din masa atomică valorile indicate pe lista de elemente cu masa atomică, valoarea reală se află în afara intervalului declarat. Dacă lățimea intervalului este dublat, apoi, probabil, doar 4,6% din valorile adevărate se află în afara dublat interval, și dacă lățimea este de-a triplat, probabil, doar 0,3% se află în afara. Aceste valori rezultă din proprietățile distribuției normale, iar acestea se aplică numai dacă procesul de măsurare se produce în mod normal distribuite erori. În acest caz, citat erorile standard sunt ușor de convertit la 68.3% ("un sigma"), 95.4% ("două sigma"), sau la nivel de 99,7% ("trei sigma") intervale de încredere.
În acest context, incertitudinea depinde atât acuratețea și precizia de măsurare a instrumentului. Cea mai mică acuratețe și precizie de un instrument, cel mai mare incertitudinea de măsurare este. Observați că precizia este de multe ori determinat ca abaterea standard de măsuri repetate de o anumită valoare, și anume, folosind aceeași metodă descrisă mai sus pentru a evalua incertitudinea de măsurare. Cu toate acestea, această metodă este corectă numai atunci când instrumentul este precisă. Atunci când este inexactă, incertitudinea este mai mare decât deviația standard a repetat măsuri, și se pare evident că incertitudinea nu depinde doar instrumentală de precizie.

## Incertitudine și media
Incertitudine în știință, și știință, în general, este de multe ori interpretat diferit în sfera publică decât în comunitatea științifică. Acest lucru se datorează, în parte, diversitatea de public, și tendința oamenilor de știință de a înțelege greșit pune publicul și, prin urmare, nu comunica ideile în mod clar și eficient.
Un exemplu este explicat prin deficit de informații model. De asemenea, în domeniul public, sunt de multe ori mai multe științifică voci da intrare pe un singur subiect. De exemplu, în funcție de modul în care o problemă este raportat în sfera publică, discrepanțe între rezultatele mai multor studii științifice, datorită metodologice diferențe ar putea fi interpretată de către public ca o lipsa de consens într-o situație în care un consens nu există în realitate. Această interpretare poate au fost chiar promovat în mod intenționat, ca incertitudinea științifică, pot fi administrate pentru a atinge anumite obiective. De exemplu, încălzirea globală contrarian activiști luat sfatul Frank Luntz să-cadru încălzirea globală ca pe o problemă de incertitudine științifică, care a fost un precursor al conflictului cadru folosite de jurnaliști când raportare problema.
"Indeterminare poate fi vag spus să se aplice pentru situațiile în care nu toți parametrii sistemului și interacțiunile lor sunt pe deplin cunoscute, întrucât ignoranța se referă la situațiile în care nu este cunoscut ceea ce nu este cunoscut." Aceste necunoscute, indeterminare și ignoranță care există în știință sunt de multe ori "transformat" în incertitudine atunci când a raportat pentru public, în scopul de a face probleme mai ușor de gestionat, deoarece științifice indeterminare și ignoranța sunt concepte dificile pentru oamenii de știință să transmită fără a-și pierde credibilitatea. în Schimb, incertitudinea este de multe ori interpretat de către public ca ignoranță. transformarea de indeterminare și ignoranță în incertitudine pot fi legate publicului o interpretare greșită de incertitudine în ignoranță.
Jurnaliștii de multe ori nici umfla incertitudine (de a face stiinta parea mai incert decât este în realitate) sau minimalizeze incertitudine (de a face stiinta parea mult mai sigur decât este în realitate). O modalitate prin care jurnaliștii umfla incertitudine este de a descrie noi de cercetare care contrazice cercetările anterioare, fără a oferi context pentru schimbare. Alte ori, jurnaliștii dau oamenii de stiinta cu punctele de vedere minoritare greutate egală ca oamenii de stiinta cu majoritate de opinii, fără a descrie în mod adecvat sau de a explica starea de consens științific cu privire la problema. În aceeași ordine de idei, jurnaliștii dau de multe ori non-oameni de stiinta aceeași cantitate de atenție și importanță ca oameni de știință.
Jurnaliștii pot să minimalizeze incertitudine prin eliminarea "oamenilor de știință atent alese tentativă de formulare, și de a pierde aceste limitări informațiile sunt denaturate și prezentate ca fiind mai sigur și mai concludente decât este în realitate". de Asemenea, povești cu o singură sursă sau fără orice context de cercetare anterioare înseamnă că subiectul este prezentat ca mai definitiv și anumite decât este în realitate. Există de multe ori un "produs de-a lungul procesului de" abordare pentru jurnalismul de știință care ajută, de asemenea, în minimalizeaza de incertitudine. în cele din Urmă, și mai ales pentru această anchetă, atunci când știința este încadrată de către jurnaliști ca un triumfător quest, incertitudinea este încadrată în mod eronat ca "reductibilă și rezolvabile".
Unele mass-media rutine organizaționale și factori afectează supraestimarea de incertitudine; alte mass-media rutine și factori organizaționali ajuta umfla certitudine de o problemă. Pentru publicul larg (în Statele Unite), în general, are încredere în oamenii de știință, atunci când știința povești sunt acoperite fără alarmă-creșterea repere de interes special organizații (grupuri religioase, organizații de mediu, facțiuni politice, etc.) ele sunt adesea acoperite într-o afacere legate de sens, într-o dezvoltare economică cadru sau un progres social cadru. natura acestor rame este de a minimaliza sau elimina incertitudinea, astfel încât atunci când economice și științifice promit sunt axate pe mai devreme în problema ciclu, cum s-a întâmplat cu acoperire a plantelor, biotehnologie și nanotehnologie în Statele Unite ale americii, problema în cauză pare mai definitiv și sigur.
Uneori, acționarii, proprietarii sau publicitatea vor pune presiune pe o organizație mass-media pentru a promova aspectele de afaceri ale unei chestiuni științifice, și în consecință, orice instanță de incertitudine care ar fi putut compromite interesele de afaceri este minimalizată sau eliminată în ochii publicului-țintă.